# Universidad de Twente

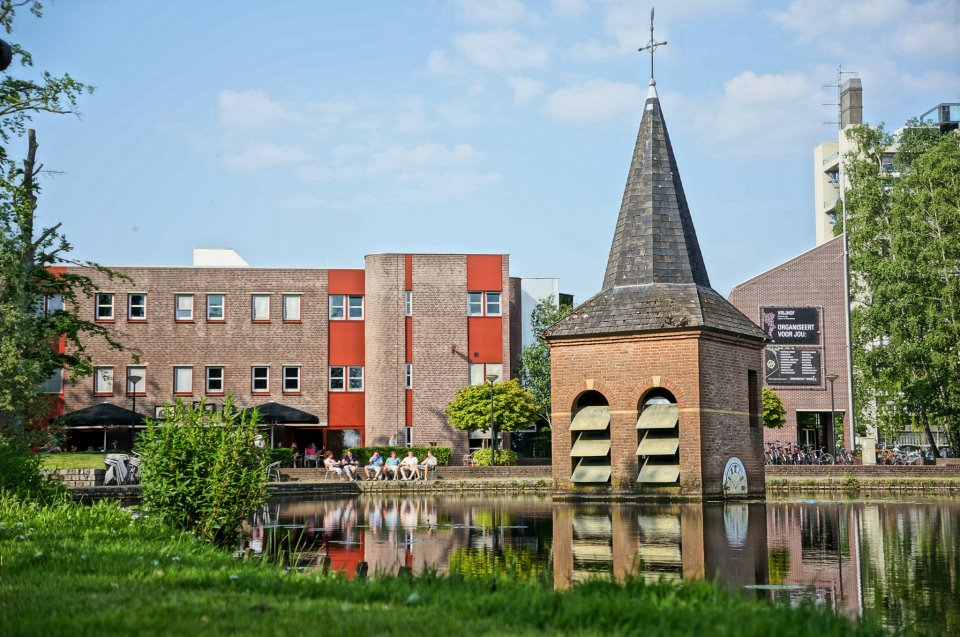
La Torre Drienerlo en medio del campus

La Universidad de Twente (Neerlandés: Universiteit Twente) es una universidad localizada en la ciudad de Enschede, Países Bajos. Ofrece programas de investigación y programas de licenciaturas y postgrados en las áreas de ciencias sociales, ciencias del comportamiento e ingeniería, de esta manera, la Universidad de Twente contribuye económica y socialmente a la región. La UT colabora con la Universidad Tecnológica de Delft y la Universidad Técnica de Eindhoven en el marco de la 4TU.Federation y también es socia en el Consorcio Europeo de Universidades Innovadoras (ECIU: European Consortium of Innovative Universities).

## Historia
La universidad fue fundada en 1961 como la "Technische Hogeschool Twente", tercer instituto profesional superior de tecnología en los Países Bajos, más tarde se convirtió en una universidad (las otras dos son Delft y Eindhoven). La decisión del gobierno Neerlandés para ubicar el nuevo instituto en Enschede, la principal ciudad de Twente, tuvo que ver con la rica historia industrial de la provincia de Overijssel. Otra consideración importante fue el hecho de que la economía local necesitaba un impulso para compensar la disminución de la industria textil.

## Campus

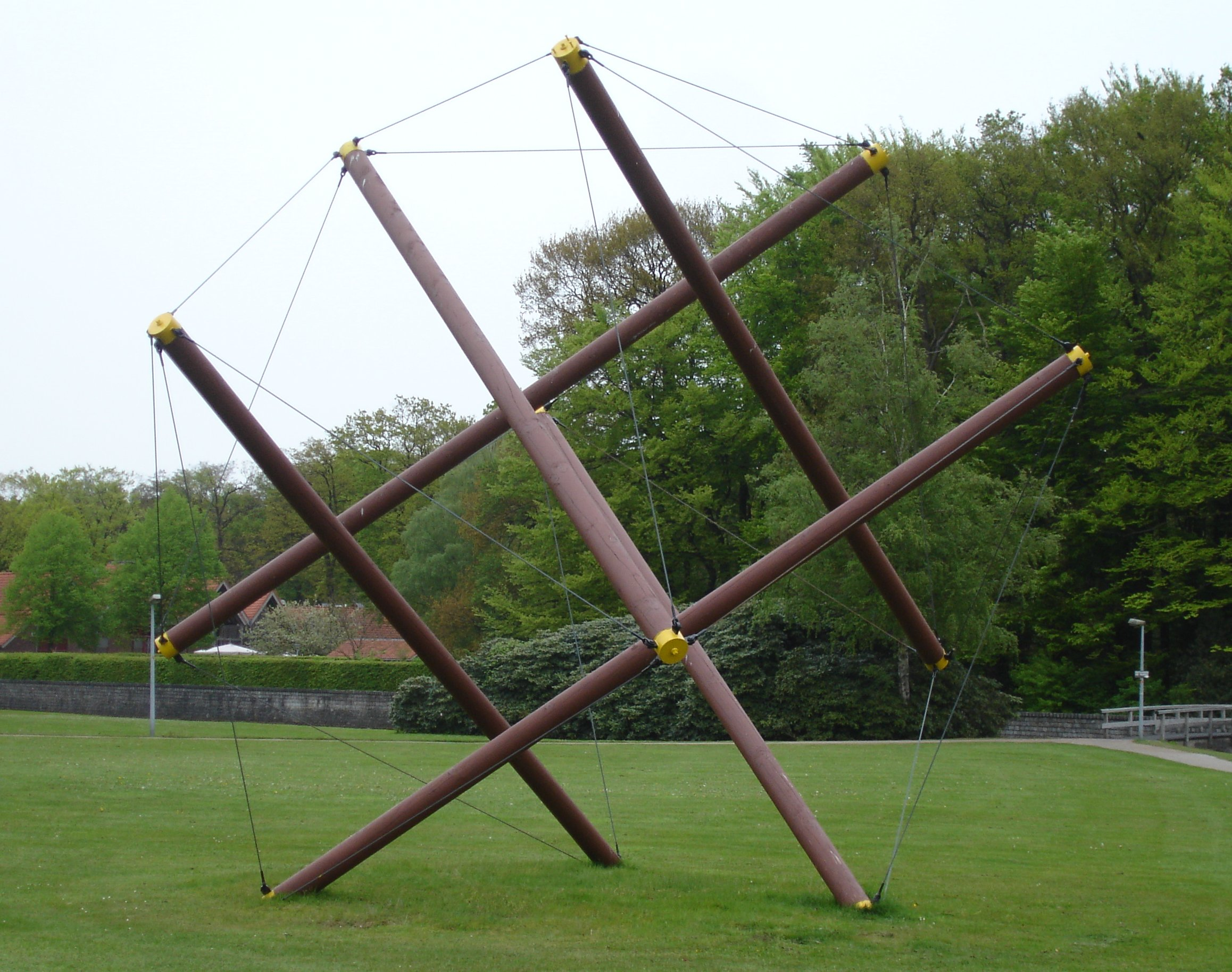
The Thing, obra de arte de la Universidad de Twente, creada por los estudiantes Jaap Hos, Jasper Latté y Frits van den Berg

La Universidad de Twente fue construida en la antigua villa de Drienerlo, la cual se localizaba entre Hengelo y Enschede. En esta propiedad de 140 hectáreas de hermosos paisajes, bosques, praderas y lagos, los arquitectos Van Tijen y Van Embden diseñaron el primer - y hasta ahora único - campus universitario en los Países Bajos siguiendo las tendencias Americanas. Los estudiantes y personal viven, trabajan y realizan actividades de ocio en el campus. A través de los años, varios otros arquitectos y artistas importantes han hecho sus propias contribuciones al diseño del campus.
Los estudiantes y personal de la Universidad de Twente continúan formando una comunidad académica activa. El hermoso campus de la Universidad cuenta con excelentes instalaciones deportivas y culturales que han estimulado el desarrollo de una rica mezcla de sociedades estudiantiles, eventos sociales, estudiantiles, y un flujo constante de nuevas iniciativas. La Unión Estudiantil (Student Union), que está a cargo totalmente de estudiantes, promueve los intereses de todas las sociedades estudiantiles y también maneja varios locales, entre ellos el centro estudiantil social en el corazón de Enschede.

## Facultades
La educación de la Universidad de Twente es proporcionada por cinco facultades:
- Behavioural, Management and Social Sciences (BMS) / Conducta, Gestión y Ciencias Sociales
- Engineering Technology (ET) / Ingeniería de Tecnología
- Electrical Engineering, Mathematics and Computer Science (EEMCS) / Ingeniería Eléctrica, Matemáticas e Informática
- Science and Technology (TNW) / Ciencia y Tecnología
- Geo-Information Science and Earth Observation (ITC) / Ciencias de la Geo-Información y Observación de la Tierra

Junto a los programas administrados por las facultades mencionadas anteriormente, University College Twente ofrece el amplio programa de honores de la Licenciatura Tecnología y Artes Liberales y Ciencias (ATLAS) y la Escuela de Posgrados de Twente ofrece educación de postgrado (Doctorados).

## Investigación
Institutos
- MESA+ Instituto de Nanotecnología (MESA+) / MESA+ Institute for Nanotechnology
- MIRA Instituto de Tecnología Biomédica y Medicina Técnica (MIRA) / MIRA Institute for Biomedical Technology and Technical Medicine
- Centro de Telemática y Tecnología de la Información (CTIT) / Centre for Telematics and Information technology
- Instituto de Investigación del Comportamiento / Institute for Behavioral Research
- Instituto de Estudios de Innovación y Gobernanza (IGS) / Institute for Innovation and Governance Studies
- Instituto de Mecánica, Procesos y Control de Twente / Institute of Mechanics, Processes and Control Twente

## Rankings
La Universidad de Twente está considerada entre el 10% de las mejores universidades del mundo. El QS World University Rankings actualmente considera más de 2.000 y evalúa más de 700 universidades en el mundo, clasificándose entre las 400 mejores. El QS World University Rankings clasificó en 2016 a la Universidad de Twente en el lugar número 177. Esta clasificación se basa en datos sólidos (proporción entre profesores y estudiantes, citas por profesorado, proporción de estudiantes internacionales por profesores) y en datos obtenidos de dos grandes encuestas globales, una entre académicos y otra entre empleadores (reputación académica, reputación del empleador).
El "THE - Times Higher Education- World University Rankings 2017"  colocó a la UT en el lugar número 153 con el puntaje más alto en Ingresos de Industria de 84.6/100, lo que significa que la universidad contribuye mediante la atracción de financiamiento por parte de la industria gracias a las innovaciones en el área.